# Il velo squarciato
Il velo squarciato è un film muto italiano del 1917 diretto da Telemaco Ruggeri.